# Jules Thiry
Jules Thiry (født 1898, død 7. februar 1931 i Bruxelles) var en belgisk vandpolospiller, som deltog i  OL 1924 i Paris.
Ved OL 1924 var Thiry med på det belgiske hold, som i kvartfinalen besejrede Ungarn med 7-2 og derpå i semifinalen Tjekkoslovakiet med 5-1. I finalen tabte de 0-3 til Frankrig, men i kampen om andenpladsen besejrede de først Sverige med 4-3, derpå USA med 2-1. Imidlertid protesterede amerikanerne, og der blev spillet en ny kamp, der endte med de samme cifre, og dermed vandt Belgien sølv.